# D'essences naturelles
Albums de Ysa Ferrer
Kamikaze
(1998)
Singles
1. À coups de Typ-Ex
Sortie : 1995
2. 109 en 95
Sortie : 1996
3. Ne me chasse pas
Sortie : 1996

D'essences naturelles est le premier album studio de la chanteuse Ysa Ferrer, paru le 19 février 1996.

## Liste des titres
1. À coups de Typ-Ex (Ysa Ferrer - Daniel Castano / Daniel Castano - Richard Mortier) 3:48
2. Le temps d'un scoop (Daniel Castano / Richard Mortier) 4:41
3. Trop classe (Daniel Castano / Richard Mortier) 3:28
4. Lullaby (Daniel Castano / Richard Mortier) 3:22
5. Ne me chasse pas (Alain Zackman) 3:37
6. 109 en 95 (Daniel Castano / Ysa Ferrer - Daniel Castano) 3:31
7. Par A + B (Daniel Castano / Alain Zackman) 4:09
8. Histoire à suivre (Ysa Ferrer - Daniel Castano / Richard Mortier) 4:17
9. Auf wiedersehen (Daniel Castano / Richard Morier) 3:55
10. Streetwear (Daniel Castano / Alain Zackman) 4:23
11. Latin lover (Daniel Castano - Ysa Ferrer - Robert Castano / Tom Kareen) 3:36
12. Por que te vas (Jose Luis Perales) 3:28

## Crédits
- Ingénieur : Michel Oliver dit "Mitch"
- Directrice artistique : Varda Kakon
- Photos : Yves Bottalico
- Design : * Bronx
- Edition : Polygram Music ; sauf "Por que te vas" : Ediciones Musicales Hispavox S.A. EMI Publishing France
- Mixage : Mitch et Philippe Draï au Palais des Congrès (assistant Vincent Le Floch)
- Prise de son : Mobo et Oncle Sam (assistante Olivia)
- Philippe Draï joue sur Afro percussions / Pearl
- Benjamin Raffaelli jour sur Gibson